# Меловатское сельское поселение (Калачеевский район)
Мелова́тское се́льское поселе́ние — муниципальное образование в Калачеевском районе Воронежской области.
Административный центр — село Новомеловатка.

## Административное деление
Состав поселения:
- село Новомеловатка,
- хутор Морозов,
- село Попасное,
- село Юнаково.